# Adri Zwaanswijk
Adri Zwaanswijk (Den Haag, 21 maart 1929 - 24 januari 2018) was een Nederlands korfballer, voormalig Nederlands bondscoach en korfbalpionier. Voor zijn staat van dienst werd hij in 2003 geridderd in de Orde van Oranje-Nassau.
Binnen de korfbalbond KNKV was Zwaanswijk erelid en bij de internationale bond IKF was hij honorary member.

## Speler
Zwaanswijk begon met korfbal op 12-jarige leeftijd in 1941 bij het Haagse HKV.
Hij werd Nederlands kampioen in 1958 en 1960, de enige 2 nationale titels van de club.

## Oranje
Zwaanswijk werd geselecteerd voor het Nederlands korfbalteam en speelde 11 officiële interlands. Alle wedstrijden in dienst van Oranje waren voor veldkorfbal.

## Bondscoach
Van 1962 t/m 1978 was Zwaanswijk de bondscoach van het Nederlands korfbalteam.  Hij was de eerste bondscoach van korfballend Nederland.

## Post bondscoach
Na 16 jaar lang bondscoach te zijn geweest, nam Ben Crum het van hem over.
Vanaf dat moment (1978) kreeg Zwaanswijk een andere rol binnen de korfbalwereld. Hij werd aangesteld om korfbal mondiaal te maken.
Meteen in 1978 ging Zwaanswijk naar verre oosten om hiermee te beginnen. Hij bezocht India, Taiwan en Papoea-Nieuw-Guinea in zijn eerste reis. Hij ging naar scholen en universiteiten om de sport korfbal onder de aandacht te brengen. Hij improviseerde korfbalpalen door vismanden op bamboe vast te maken om zo mensen kennis te laten maken met de sport.
In 1979 maakte Zwaanswijk een grotere en langere reis. Ruim 6 maanden later had hij 30 landen bezocht.

## Innovator
Naast zijn werk als bondscoach en internationaal korfbalpromotor hield Zwaanswijk zich ook bezig met de innovatie van de sport. Zo was hij een groot voorstander van het vervangen van de rieten mand door een kunststof variant. In dat proces was hij betrokken met onder andere TNO Delft en AKZO. Ook was het Zwaanswijk zijn idee om voor kinderen een kleinere paal en bal te gebruiken.